# MIL-53
MIL-53 کوتاه شده عبارت

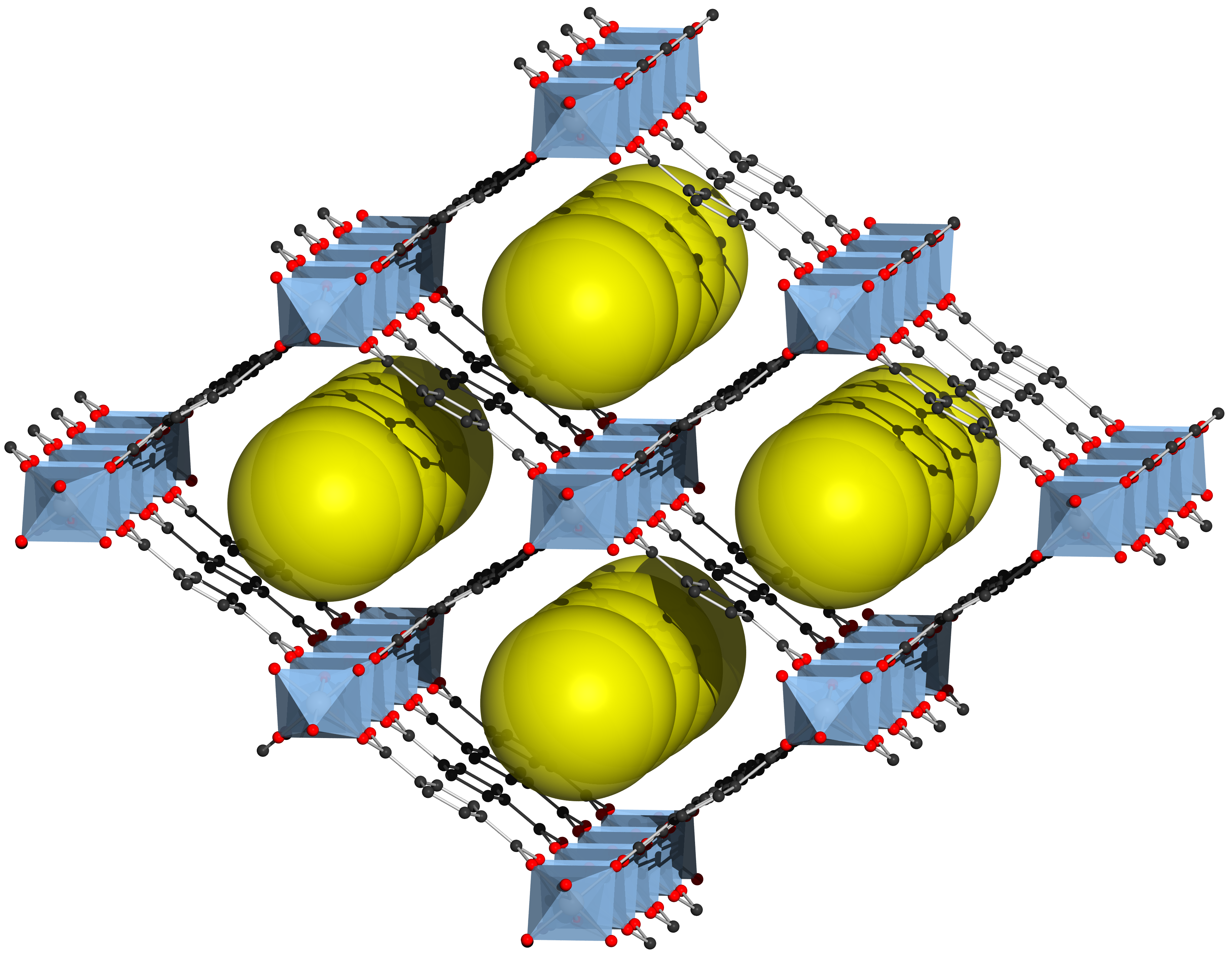
MIL-53

(MIL ⇒ M atériaux de l ′ I nstitut L avoisier) دسته‌ای از مواد چارچوب‌های فلزی-آلی (MOF) است که اولین بار توسط گروه Gerara Férey در سال ۲۰۰۲ سنتز شد. ساختار MIL-53 از زنجیره‌های غیر آلی [M-OH] تشکیل شده‌است که توسط مولکول‌های پیوند دهنده مستقر در ترفتالات به چهار زنجیره غیر آلی همسایه متصل می‌شوند. هر مرکز فلزی به‌صورت هشت وجهی توسط شش اتم اکسیژن کوردینه می‌شود. چهار عدد از این اتمهای اکسیژن از چهار گروه مختلف کربوکسیلات هستند و دو اتم باقیمانده اکسیژن به دو بخش مختلف μ-OH تعلق دارند که مراکز فلزی همسایه را از بین می‌برند. ساختار چارچوب حاصل منافذ یک بعدی به شکل الماس است. بسیاری از گروه‌های تحقیقاتی انعطاف‌پذیری ساختار MIL-53 را بررسی کرده‌اند. این رفتار انعطاف‌پذیر، که طی آن مقطع منافذ به‌طور برگشت‌پذیر تغییر می‌کند، «اثر تنفسی» (breathing.effect) نامیده می‌شود و توانایی چارچوب MIL-53 را برای پاسخ به محرک‌های خارجی توصیف می‌کند.

## آنالوگ‌های ساختاری
MIL-53 (Cr) اولین عضو گزارش شده از خانواده MIL-53 بود و از Cr+3 به عنوان مرکز فلز و ترفتالیک اسید (بنزن-۱٬۴-دی کربوکسیلات) به عنوان مولکول‌های پیوند دهنده ساخته می‌شود. می‌توان از مراکز مختلف فلزی یا مولکول‌های پیوند دهنده برای سنتز سایر اعضای خانواده MIL-53 استفاده کرد. مراکز فلزی سه ظرفیتی (M 3+) عمدتاً مورد استفاده قرار می‌گیرند، اما مواد دارای فلزات دو ظرفیتی (M 2+) یا چهار ظرفیتی (M 4+) نیز منتشر شده‌است.
| نام        | مرکز فلزی و حالت اکسیداسیون | سال انتشار | نام جایگزین | منبع         |
| ---------- | --------------------------- | ---------- | ----------- | ------------ |
| MIL-53(V)  | V3+                         | ۲۰۰۲       | MIL-47      | [ ۳ ] [ ۴ ]  |
| MIL-53(V)  | V4+                         | ۲۰۰۲       | MIL-47      | [ ۳ ] [ ۴ ]  |
| MIL-53(Cr) | Cr3+                        | ۲۰۰۲       |             | [ ۵ ] [ ۱ ]  |
| MIL-53(Al) | Al3+                        | ۲۰۰۴       |             | [ ۶ ]        |
| MIL-53(Fe) | Fe3+                        | ۲۰۰۵       |             | [ ۷ ]        |
| MIL-53(Fe) | Fe2+                        | ۲۰۰۵       |             |              |
| MIL-53(In) | In3+                        | ۲۰۰۵       |             | [ ۸ ]        |
| MIL-53(Co) | Co2+                        | ۲۰۰۵       | MOF-71      | [ ۹ ] [ ۱۰ ] |
| MIL-53(Ga) | Ga3+                        | ۲۰۰۸       |             | [ ۱۱ ]       |
| MIL-53(Mn) | Mn2+                        | ۲۰۱۰       |             | [ ۱۲ ]       |
| MIL-53(Sc) | Sc3+                        | ۲۰۱۱       |             | [ ۱۳ ]       |
| MIL-53(Ni) | Ni2+                        | ۲۰۱۳       |             |              |